# Fist (groupe)
Pour les articles homonymes, voir Fist.
Fist est un groupe britannique de heavy metal, originaire de South Shields, en Angleterre.

## Histoire
Les origines du groupe remontent au milieu des années 1970, lorsque ses membres jouaient encore dans le groupe de pub Warbeck. C'est de là que se forme le groupe Axe en 1978,. La formation se compose du chanteur et guitariste Keith Satchfield, du guitariste Dave Irwin et du bassiste Dave Durey, et se compléte en avril par le batteur Harry « Hiroshima » Hill. En septembre, le groupe enregistre son premier single intitulé S.S. Giro. Sous ce nom, des concerts suivent dans le nord de l'Angleterre. Huit mois après la formation, le groupe se sépare brièvement avant de prendre un nouveau départ en décembre 1979 avec John Wylie comme nouveau bassiste sous le nom de Fist. Le groupe change de nom pour ne pas être confondu avec le groupe américain homonyme.
Après leur premier concert, ils sont remarqués par Neat Records. Après l'enregistrement d'une démo, le single Name, Rank and Serial Number sort en 1980 sous ce label, avec la chanson You'll Never Get Me up in One of Those comme face B. Grâce aux bonnes ventes du single, le groupe est réservé pour une session sur Capital Radio. Cela leur permet de se produire avec des groupes plus prestigieux, comme Samson à Londres. Pendant ce temps, Neat Records signe un contrat avec MCA, qui permet la réédition du single et la sortie du premier album Turn the Hell On fin septembre 1980. Les singles Forever Amber et Collision Course en sont extraits la même année par MCA. Les faces B respectives Brain Damage et Law of the Jungle ne figurent pas sur l'album. Brain Damage figure également sur le sampler Brute Force de MCA en 1980.
En janvier 1981, ils font une tournée en Grande-Bretagne avec UFO. Peu de temps après, le sampler Lead Weight sort chez Neat, contenant la chanson exclusive Throwing in the Towel. En outre, la chanson S.S. Giro est utilisée. Le groupe figure sur cette chanson sous l'ancien nom d'Axe, mais Fist réenregistre la chanson plus tard pour son deuxième album. Dans les mois qui suivent, l'activité s'arrête largement, notamment parce que le label refuse de financer une tournée en Europe. Le guitariste et chanteur Keith Satchfield et le bassiste John Wylie quittent la formation et sont remplacés par le chanteur Glenn Coates (Hollow Ground), le guitariste John Roach (Mythra) et le bassiste Norman « Pop » Appleby. Début 1982, le groupe reprend ses activités, avec Neat Records, mais entre-temps à nouveau sans le soutien de MCA. Après des enregistrements aux Impulse Studios, le premier album Back with a Vengeance sort au début de la même année.
Des concerts ont suivi, notamment avec Y&T. Peu de temps après, les chansons déjà connues Dog Soldier et Vamp ainsi que les nouvelles chansons Lucy et The Wanderer, une reprise de l'original de Dion DiMucci, sont enregistrées pour le Friday Rock Show. L'émission est diffusée le 30 juillet 1982. The Wanderer sort en outre en single la même année. Dans les années qui suivent, le groupe n'a que peu d'activité et peu de succès, ce qui entraîne sa séparation début 1985.
En 2001, Satchfield et Hill ressuscitent le groupe avec l'aide du guitariste Martin Metcalfe (de Hollow Ground) et du bassiste Big Al. Il s'ensuit une tournée en Grande-Bretagne ainsi qu'un EP contenant des versions remixées de The Vamp, Axeman, Terminus et Name, Rank and Serial Number. En 2002, la compilation Back with a Vengeance : The Anthology est publiée. En 2005, l'album The Storm est publié par Demolition Records. L'ancien bassiste de Hollow Ground, Brian Rickman, rejoint ensuite le line-up. Peu après, le groupe redevient inactif en raison de l'instabilité du line-up. Ce n'est qu'en 2013 qu'une nouvelle formation est trouvée, composée, outre les déjà connus Hill, Irwin et Appleby, du nouveau chanteur Glenn S. Howes, qui avait déjà fait partie de Blitzkrieg et de Tygers of Pan Tang. En 2015, le groupe participe au Keep It True.

## Style musical
Selon Malc Macmillian dans The N.W.O.B.H.M. Encyclopedia, le groupe avait conservé ses chansons originales en changeant de nom, mais elles avaient été arrangées pour être plus courtes et plus rapides. Le premier single rappelle les chansons upbeat et moyennement grivoises de More et Starfighters. Dans les premières chansons, on peut également entendre des influences de Deep Purple et de Gillan. Depuis l'arrivée de Coates, Roach et Appleby, tous les membres participent à l'écriture des chansons. Back with a Vengeance est plus orienté heavy metal que le premier album et est comparable aux œuvres de Diamond Head et Def Leppard. Selon Martin Popoff dans son livre The Collector's Guide of Heavy Metal Volume 2 : The Eighties, le premier album propose un hard rock sans fioritures, auquel le vieillissement n'a pas fait de mal. L'album suivant mélange le NWoBHM, le punk et rock des années 1970. Le chant excentrique est également caractéristique. Eduardo Rivadavia d'AllMusic écrit que le deuxième album est propre et mélodique et que le premier était plutôt brut. Les deux enregistrements n'ont pratiquement rien à voir l'un avec l'autre.

## Discographie
- 1980 : Name, Rank and Serial Number (single, Neat Records)
- 1980 : Forever Amber (single, MCA)
- 1980 : Turn the Hell on (album, MCA)
- 1980 : Collision Course (single, MCA)
- 1982 : Back with a Vengeance (album, Neat Records)
- 1982 : The Wanderer (single, Neat Records)
- 2002 : Back with a Vengeance: The Anthology (compilation, Castle Communications Records)
- 2005 : Storm (album, Demolition Records)